# 은데벨레인
은데벨레인(Ndebele People)은 아프리카에 사는 응구니족 계통의 아프리카 토착 종족이다. 보통 남은데벨레인과 북은데벨레인으로 나뉜다. 남아프리카 공화국을 중심으로 사는 남 은데벨레족은 ‘남 트란스발 은데벨레’라고도 불리며, 브론코스츠프르츠를 중심으로 살고 있다. 북 트란스발 은데벨레는 대부분 인근의 소토와 츠와나 언어와 문화에 적응되었다. 그들의 구어는 때때로 북소토의 방언과 유사하게 들리며, 그들 고유의 언어는 점점 사라져가고 있다. 신세대는 대개 북 소토어를 말한다.